# Храм Лазаря Четверодневного (Пятигорск)
Храм Ла́заря Четверодне́вного (Лазаревская церковь) — православный храм в городе Пятигорске Ставропольского края.

## История

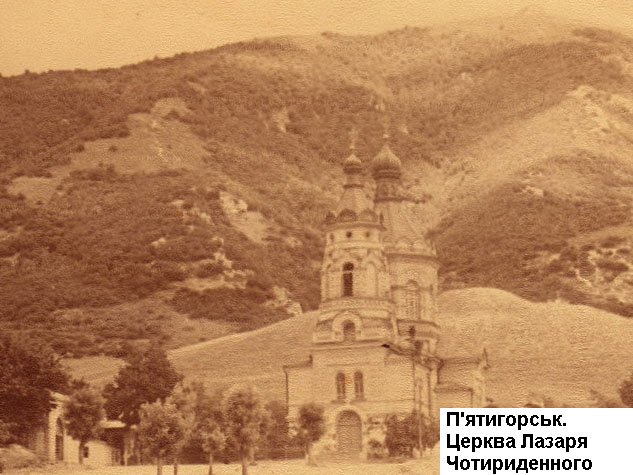
Церковь Лазаря Четверодневного (снимок 1958 года)

В 1826 году братья Бернардацци Джованни-Баттиста и Джузеппе-Марко выбрали место за городом, в непосредственной близости от кладбища и составили проект будущей церкви во имя Праведного Лазаря, епископа Китейского; по другой версии храм посвящён не святителю, а событию Лазаревой субботы.
В 1828 году архимандрит Товия совершил молебен по случаю закладки церкви. Первый камень положил генерал Георгий Эммануель, командующий Кавказской линией
В 1856 году строительство храма, освященного во имя святого Лазаря, было закончено.
В 1884 году из-за плохого грунта здание храма дало трещину, и его пришлось разобрать. Остались лишь склепы с захоронениями в подвале (фамильный склеп Верзилиных и Шан-Гиреев).
Пятигорская городская дума весной 1893 года признала перестройку кладбищенской церкви нецелесообразной и постановила выстроить её на новом месте. Для строительства был отведен большой ровный участок за оградой у северных ворот кладбища. В 1895 году заново началось строительство Лазаревской церкви, контроль за строительством которой осуществлял городской архитектор Василий Васильевич Графф. Он же был и автором проекта. Был залит фундамент
В 1902 году храм был построен заново
17 октября 1903 года состоялось освящение храма (по другим данным в октября 1902 года). в Пятигорске новой каменной кладбищенской церкви, названной лазаревской в честь святого Лазаря.
6 мая 2000 года в храме был торжественно освящён новый придел в честь святителя Игнатия (Брянчанинова)
В январе 2002 года — храм в честь Господа Иисуса Христа, воскрешающего Лазаря Четверодневного из мёртвых, стал подворьем Бештаугорского Свято-Успенского Второ-Афонского мужского монастыря